# Петер Манкоч
Петер Манкоч (рођен 4. јула 1978. у Љубљани)  је словеначки пливач. Он је један од најуспешнијих пливача Европског првенства на кратким стазама у историји такмичења. Манкоч је бивши светски рекордер у дисциплини 100 метара појединачно (кратка стаза).

## Биографија
Манкоч је рођен у Љубљани, где је и провео већи део свог живота. Почео је да се бави пливањем са осам година. Током своје пливачке каријере био је запослен као полицајац у словеначкој влади. 
Ожењен је естонском пливачицом Трин Аљанд .  Имају две ћерке Брину и Елис и једног сина Ерика.

## Каријера
Манкоч је учествовао на пет Олимпијских игара, 1996, 2000, 2004, 2008. и 2012.  Његов најбољи резултат је 10. место на 100 метара лептир на Олимпијским играма 2008.
Такође је учествовао на четири светска првенства на дугим стазама, од 2001. до 2007. године. Пливао је и на европским првенствима 1997, 1999, 2000, 2002. и 2004. са 4 финала.
Поред 5 медаља на светским првенствима на кратким стазама, има и 7 других финала од 1997. до 2006. године. Манкоч је учествовао на 11 европских првенстава на кратким стазама, где је освојио 17 медаља у 26 финалних наступа. Једини је пливач са девет узастопних златних медаља у једној дисциплини, појединачно на 100 метара. На овом такмичењу освојио је 14 узастопних медаља, од 1999. до 2012. године.

## Лични рекорди
Манкочеви најбољи лични рекорди су разврстани према ФИНА обрачуну бодова, систему бодовања Светске пливачке федерације, који омогућава поређење између различитих дисциплина.  Бодови су тачни у циклусу Олимпијских игара 2004–2008. Рангирање је тачно ажурирано: децембар 2007. и представља европску ранг листу личних рекорда свих времена.

#### 25 м
| Дисциплина     | Поени | Пласман | Време   | Година |
| -------------- | ----- | ------- | ------- | ------ |
| 100 м мешовито | 1039  | #1      | 0:50,76 | 2009.  |
| 100 м делфин   | 996   | #4      | 0:50,60 | 2007.  |
| 200 м мешовито | 976   | #10     | 1:56.13 | 2002.  |
| 50 м слободно  | 929   | #27     | 0:21.81 | 2002.  |
| 50 м делфин    | 924   | #28     | 0:23,56 | 2006.  |
| 100 м слободно | 916   | #48     | 0:48.18 | 2003.  |
| 50 м леђно     | 904   | #31     | 0:24.54 | 2001.  |

#### 50 м
| Дисциплина     | Поени | Пласман | Време   | Година |
| -------------- | ----- | ------- | ------- | ------ |
| 50 м делфин    | 975   | #12     | 0:23.74 | 2007.  |
| 100 м делфин   | 968   | #8      | 0:52.30 | 2007.  |
| 100 м слободно | 945   | #26     | 0:49.22 | 2005.  |
| 200 м мешовито | 932   | #29     | 2:01.57 | 2002.  |
| 200 м слободно | 920   | #50     | 1:48,92 | 2003.  |
| 50 м слободно  | 918   | #30     | 0:22.51 | 2005.  |